# WaterAid
WaterAid è un'organizzazione no-profit internazionale che si prefigge di sostenere la popolazione dei paesi del Terzo Mondo nella lotta al contagio derivante dall'uso di acqua contaminata e alla sensibilizzazione dei governi circa questo problema e sulle politiche sanitarie adottabili.
L'organizzazione opera in 28 paesi in tutto il mondo, soprattutto dell'Africa, dell'Asia e del centro America.
Ha sede a Londra ed è stata fondata il 21 luglio 1981. Opera, in partnership con associazioni locali, in quindici stati africani e asiatici, assistendo le comunità povere nella costruzione di riserve di acqua potabile e latrine.
WaterAid prende parte al programma Make Poverty History.
Nel 1995 ha ricevuto lo Stockholm Water Prize perché è un'organizzazione che «fornisce istruzione sull'igiene dell'acqua per i poveri. Ma prima di iniziare a educare la popolazione di un villaggio, si assicura che abbia una fornitura permanente di acqua pulita.».